# Utakmica
Utakmica pojam je koji se rabi za opisivanje igre koja se odigrava u športu između dvije osobe, ili između dva tima gdje se očitava ili održava neki sistem bodovanja i tabeliranja postignutih rezultata. 
Na primjer za grupne sportove rabi se pojam nogometna utakmica ili rukometna utakmica. Utakmica se također rabi kao pojam i za igre koje se održavaju na videoigrama osobito kod umreženih videoigara koje imaju komplicirane tablice za postignute bodove i rang igrača.

## Nogometna utakmica
Nogometna utakmica označava igru tj. natjecanje između dvije momčadi, od koje svaka ima 10 igrača i jednog vratara. Traje 90 minuta s pauzom za poluvrijeme koje traje 15 minuta. Vrijeme je fleksibilno i sudac ga po običaju produljuje prije poluvremena ili kraja utakmice.

## Rukometna utakmica
Rukometna utakmica označava igru tj. natjecanje između dvije momčadi, od koje svaka ima 6 igrača i jednog vratara. Sastoji se od dva poluvremena od 30 minuta između kojih je pauza od 10 – 15 minuta. Vrijeme utakmice je fiksno i ne produljuje se.

## Košarkaška utakmica
Košarkaška utakmica označava igru tj. natjecanje između dvije momčadi, od koje svaka ima 5 glavnih i 7 rezervnih igrača. Podijeljena je na četiri četvrtine od 10 minuta.